# Den rumænske selvstændighedskrig
Den rumænske selvstændighedskrig blev udkæmpet i 1877 mod Det osmanniske rige. Den 16. april 1877 underskrev Kongeriget Rumænien og Det russiske kejserrige en aftale i Bukarest, som indebar, at russiske styrker kunne passere gennem de rumænske landområder, mod at Rusland respekterede Rumæniens integritet. Mobiliseringen begyndte, og omkring 120.000 soldater blev samlet i landets sydlige del for at forsvare sig mod eventuelle fremrykninger fra osmanniske styrker fra sydbredden af Donau. Den 24. april 1877 erklærede Rusland krig mod Det osmanniske rige, og hæren rykkede ind i Rumænien.

## Selvstændigheden erklæres
Den 21. maj 1877 erklærede Mihail Kogălniceanu i det rumænske parlament uafhængighed for Rumænien efter ønske fra det rumænske folk. En dag senere blev en lov underskrevet af fyrste Carol 1. Dagen efter standsede myndighederne betalinger af skat til Tyrkiet (914.000 lei), og summen gik i stedet til krigsministeren.
Først ønskede Rusland ikke at samarbejde med Rumænien, da de ikke ønskede, at Rumænien skulle deltage i fredsforhandlingerne efter krigen. Men russerne mødte stærk modstand fra den tyrkiske hær på 50.000 mand ledet af Osman Pasha ved belejringen af Pleven (Plevna). Storhertug Nikolaj bad Carol 1. om støtte og foreslog samtidig, at den rumænske hær kunne slå sig sammen med den russiske. Carol 1. tilsluttede sig forslaget og tog selv kommandoen over hæren.

## Kampene
Rumænerne vandt slaget ved Grivița og Rahova, og den 28. november 1877 kapitulerede Plevna samtidig med at Osman Pasha overgav byen, garnisonen og sit sværd til den rumænske oberst Mihail Cerchez. Da Plevna var indtaget, vendte den rumænske hær tilbage til Donau og vandt slagene ved Vidin og Smârdan. Den 19. januar 1878 bad Det osmanniske rige om våbenhvile, hvilket blev bifaldet af både Rumænien og Rusland. Rumænien vandt krigen, men mistede omkring 10.000 mand. Uafhængigheden blev anerkendt af Centralmagterne den 13. juli 1878.

## Efterspil
Fredsaftalen mellem Rusland og Det osmanniske rige blev underskrevet i San Stefano den 3. marts 1878. Rusland holdt ikke aftalerne i traktaten fra 4. april 1877 om at respektere landegrænserne til Rumænien, men aftalen blev ikke anerkendt af Centralmagterne, og efter fredsforhandlinger i Berlin i 1878 blev det afgjort, at Rusland skulle give Rumænien uafhængighed. Områderne Dobrogea, Donaudeltaet og Slangeøen (Insula Șerpilor) skulle overføres til Rumænien, men Rusland okkuperede den sydlige del af Bessarabien (Cahul, Bolgrad og Izmail), som efter Paristraktaten i 1856 fra Krimkrigen blev optaget i Moldova.